# Luis Muñoz
Luis Muñoz Cabrero (ur. 12 lutego 1928 w Madrycie, zm. 17 lipca 1989 w San Pedro de Alcántara) – hiszpański bobsleista, brązowy medalista mistrzostw świata.

## Kariera
Największy sukces w karierze osiągnął w 1957 roku, kiedy wspólnie z Alfonso de Portago zajął trzecie miejsce w dwójkach podczas mistrzostw świata w Sankt Moritz. Był jednak to jego jedyny medal wywalczony na międzynarodowej imprezie tej rangi. Jest to również jedyny medal mistrzostw świata dla Hiszpanii w historii tego sportu. W 1956 roku Muñoz wystartował na igrzyskach olimpijskich w Cortina d’Ampezzo, gdzie jego osada zajęła dziewiąte miejsce w czwórkach.